# Сан-Франческо-аль-Кампо
Сан-Франческо-аль-Кампо (итал. San Francesco al Campo) — коммуна в Италии, располагается в регионе Пьемонт, в провинции Турин.
Население составляет 4800 человек (2008 г.), плотность населения составляет 318 чел./км². Занимает площадь 15 км². Почтовый индекс — 10070. Телефонный код — 011.
Покровителем населённого пункта считается святой Франциск Ассизский.

## Демография
Динамика населения:

## Администрация коммуны
- Официальный сайт: http://www.comune.sanfrancescoalcampo.to.it/